# Опарівка
Опарівка (пол. Oparówka) — село в Польщі, у гміні Вішньова Стрижівського повіту Підкарпатського воєводства.
Населення — 239 осіб (2011).

## Географія
Село лежить на відстані 8 кілометрів на південний захід від Стрижова і 31 км — на південний захід від воєводського центру міста Ряшів.

## Етнографія
Науковці зараховували жителів Опарівки разом з довколишніми селами до замішанців — проміжної групи між лемками і  надсянцями.

## Історія
«Опарівка існує вже понад двісті літ (1943). Основниками її, кажуть, були козаки з війська гетьмана Богдана Хмельницького… Опарівка — це останнє, найдалі на північний захід висунене українське село».
У 1939 році в селі проживало 550 мешканців (525 українців і 25 поляків). 
Національну свідомість формувала читальня «Просвіти». До виселення українців у 1945 році в СРСР та депортації в 1947 році в рамках акції Вісла у селі була парохія Короснянського деканату, заснована в 1513 р., до якої ходили греко-католики з довколишніх поселень: Бережанка, Висока, Ґольцівка, Кізлівок, Неводна і Стрижів. 
Метричні книги велися з 1784 р. Тодішня мурована греко-католицька церква Різдва Богородиці збудована в 1912 р. на заміну дерев'яної з 1700 р. Після депортації українців використовується  під костел поляками, котрі переселились сюди із Майдану-Ліповецького.
У 1975-1998 роках село належало до Ряшівського воєводства.

## Церква Різдва Богородиці

Церква в Опарівці
(~1700 — 1909 рр.)

Перша відома церква у Опарівці, була збудована за ініціативи священика Гната ймовірно на початку XVI століття. У 1513 році цистерціанський кляштор у Копшивниці, який володів селом, офіційно надав Гнатові споруду разом із ланом поля. У першій половині XVII століття, церква належала до Дукельської православної протопопії. Коло 1700 року, була побудована нова дерев'яна споруда, виконана у стилістиці характерній для лемківської архітектури. Від першого храму, збереглись дві ікони - святого Миколая, з другої пол. XVI століття, та Богородиці Одигітрії із XVII століття, котрі згодом потрапили до збірки Національного музею у Сяноці. Новий храм був згаданий у актах візитації унійного Дукельського деканату у 1743 році, як "скромний" та "убогий". Крім головного вівтаря, у наві знаходилось ще два бічних вівтаря - один з іконою святої Анни та коло якої знаходився антимінс подарований Перемиським єпископом Єронімом Устрицьким: другий - вівтар з намальованою на полотні іконою Найсвятішої Діви Марії; тут також знаходився антимінс подарований єпископом Інокентієм Винницьким. У 1775 році зафіксовано пожежу парафіяльного будинку та книг, котрі в ньому зберігались. В 1880 - 1885 роках виконано ремонтні роботи, перебудовано наву і притвор, добудовано захристію. Однак, вже у 1904 році стан будівлі визнано як не задовільний. У 1906 році парафія замовила у львівського архітектора Василя Нагірного проєкт нового храму. Нова церква була вирішена в українському народному стилі. Згідно місцевої традиції, нова церква постала на місця нейпершого храму з XVI століття, а будівля зведена у XVIII столітті, що знаходилась збоку, була розібрана в 1909 році. Під час демонтажу старої церкви, під вівтарем було знайдено поховання чотирьох мужчин та дошку із їхніми іменами.
У 1909 році почалось будівництво церкви за проєктом Василя Нагірного. Кошти надавали емігранти із США та місцева парафія. Головні роботи завершено у 1911 році. У 1912 році церква була посвячена коросненським деканом Теодором Мереною. Завершено всі роботи у 1914 році. В 1921 році парох Іван Клюфас замовив іконостас у майстра Андрія Лабори із Великих Голосок під Львовом. В 1931 році прийнято рішення про початок малярських робіт, які виконав Павло Запорожський - виходець із Наддніпрянщини (колишній поручник армії УНР).

## Демографія
Демографічна структура станом на 31 березня 2011 року:
|          | Загалом | Допрацездатний вік | Працездатний вік | Постпрацездатний вік |
| -------- | ------- | ------------------ | ---------------- | -------------------- |
| Чоловіки | 116     | 22                 | 78               | 16                   |
| Жінки    | 123     | 26                 | 71               | 26                   |
| Разом    | 239     | 48                 | 149              | 42                   |